# Jastrzębia Turnia (Tatry Zachodnie)

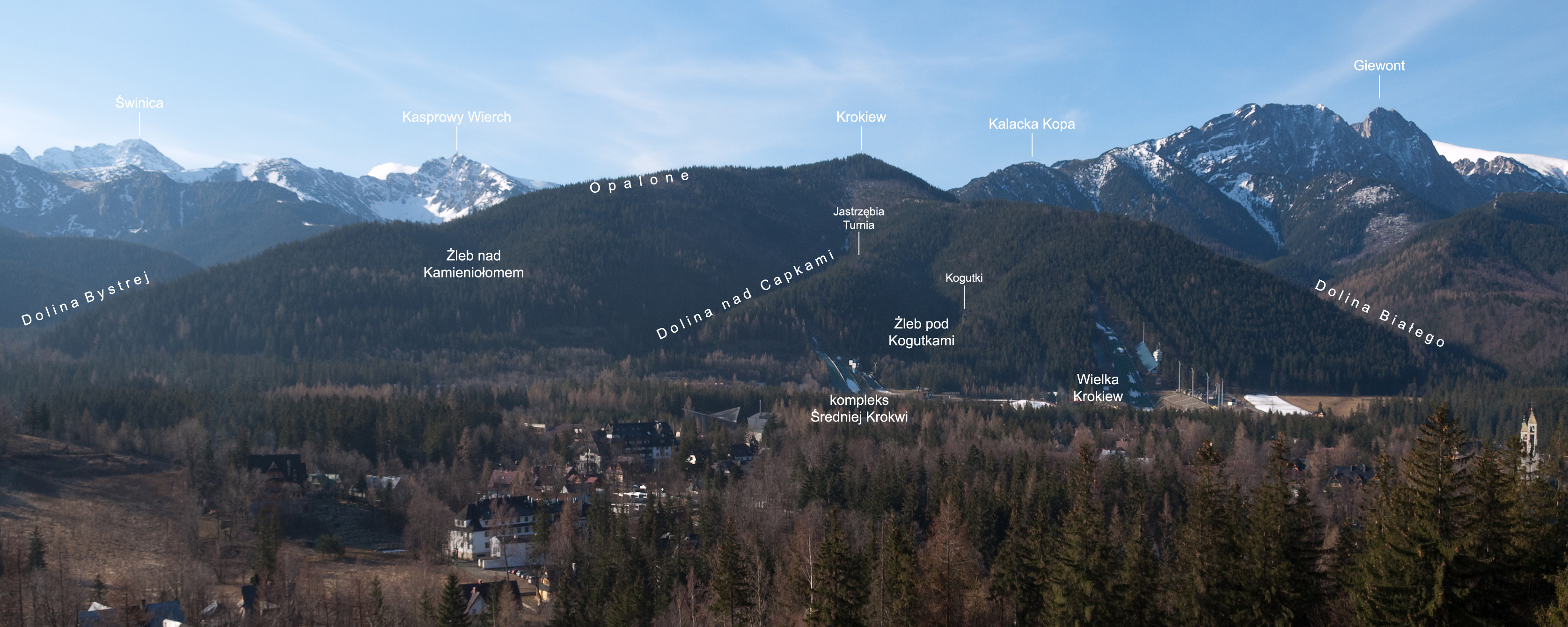
Widok z Antałówki na masyw Krokwi i Jastrzębią Turnię

Jastrzębia Turnia – skałka w północnych stokach masywu Krokwi w polskich Tatrach Zachodnich. Znajduje się w grzbiecie oddzielającym Dolinę nad Capkami od Żlebu pod Kogutkami. Jest to ten sam grzbiet, na którym zbudowano skocznie narciarskie: Wielką Krokiew i Średnią Krokiew. Jastrzębia Turnia wznosi się powyżej tych skoczni, na wysokość ok. 1090 m n.p.m. Zbudowana jest ze skał węglanowych i wykorzystywana była przez wspinaczy skałkowych. Jej najwyższa ściana ma wysokość 11 m, z czego 8 jest trudne. Są na niej 4 drogi wspinaczkowe o maksymalnej trudności VIII stopień w skali trudności UIAA (tatrzańskiej).